# 30,000
30,000(삼만)은 29,999보다 크고 30,001보다 작은 자연수다.

## 수학
- 합성수로, 그 약수는 총 50개다.[a]
  - 30000의 진약수의 합은 66844이므로, 30000은 과잉수다.

## 교통
- 30000계(일본어판): 일본에서 숫자 30000을 사용하는 철도 차량들을 일컫는 용어.

## 30,000번대의 주요 자연수

### 30,001~30,999
- 30,013: 123번째 중심있는 사각수.
- 30,015: 87번째 십각수.
- 30,030: 13 이하의 모든 소수의 곱.
- 30,034: 142번째 중심있는 삼각수.
- 30,039: 93번째 구각수.
- 30,085: 110번째 칠각수.
- 30,096: 66번째 십육각수.
- 30,103: 47번째 회문 소수.
- 30,108: 78번째 십이각수.
- 30,122: 서로 다른 두 소수(89, 149)의 제곱합으로 나타낼 수 있는 192번째 반소수.
- 30,135: 245번째 삼각수.
- 30,175: 142번째 오각수.
- 30,203: 48번째 회문 소수.
- 30,240: 6부터 10까지 연속하는 자연수 5개의 곱.
- 30,276 = 1742
- 30,301: 101번째 중심있는 육각수.
- 30,315: 47번째 삼십각수.
- 30,375: 123번째 아킬레스 수.
- 30,377: 연속하는 두 개의 중심있는 삼각수(109, 136)의 제곱합.
- 30,381: 246번째 삼각수.
- 30,401: 101번째 팔각수.
- 30,403: 49번째 회문 소수.
- 30,420: 39번째 오각뿔수.
- 30,460: 143번째 중심있는 삼각수.
- 30,505: 124번째 중심있는 사각수.
- 30,526: 111번째 중심있는 오각수.
- 30,567: 69번째 십오각수.
- 30,598: 94번째 중심있는 칠각수.
- 30,602: 143번째 오각수.
- 30,625 = 1752
- 30,628: 247번째 삼각수.
- 30,636: 111번째 칠각수.
- 30,691: 94번째 구각수.
- 30,698: 서로 다른 두 소수(53, 167)의 제곱합으로 나타낼 수 있는 193번째 반소수.
- 30,703: 50번째 회문 소수.
- 30,710: 83번째 십일각수.
- 30,712: 88번째 십각수.
- 30,722: 서로 다른 두 소수(89, 151)의 제곱합으로 나타낼 수 있는 194번째 반소수.
- 30,752: 124번째 아킬레스 수.
- 30,803: 51번째 회문 소수.
- 30,856: 56번째 사면체수.
- 30,857: 59번째 이십각수.
- 30,876: 248번째 삼각수.
- 30,889: 79번째 십이각수, 144번째 중심있는 삼각수.
- 30,907: 102번째 중심있는 육각수.
- 30,914: 57번째 케이크 수.
- 30,976 = 1762

### 31,000~31,999
- 31,001: 125번째 중심있는 사각수.
- 31,008: 102번째 팔각수.
- 31,013: 52번째 회문 소수.
- 31,021: 67번째 십육각수.
- 31,032: 144번째 오각수.
- 31,081: 112번째 중심있는 오각수.
- 31,104: 125번째 아킬레스 수.
- 31,116: 36번째 팔면체수.
- 31,117: 연속하는 두 개의 중심있는 오각수(106, 141)의 제곱합.
- 31,125: 249번째 삼각수.
- 31,192: 112번째 칠각수.
- 31,202: 서로 다른 두 소수(109, 139)의 제곱합으로 나타낼 수 있는 195번째 반소수.
- 31,212: 126번째 아킬레스 수.
- 31,256: 95번째 중심있는 칠각수.
- 31,298: 서로 다른 두 소수(37, 173)의 제곱합으로 나타낼 수 있는 196번째 반소수.
- 31,321: 145번째 중심있는 삼각수.
- 31,329 = 1772
- 31,350: 95번째 구각수.
- 31,375: 250번째 삼각수.
- 31,395: 45번째 사각뿔수.
- 31,416 {\displaystyle \approx 10^{4}\pi } ({\displaystyle 10^{4}\pi }를 반올림한 값)
- 31,417: 89번째 십각수.
- 31,458: 84번째 십일각수.
- 31,465: 145번째 오각수, 70번째 십오각수, 28번째 오포체수.
- 31,501: 126번째 중심있는 사각수.
- 31,513: 53번째 회문 소수.
- 31,519: 103번째 중심있는 육각수.
- 31,621: 103번째 팔각수.
- 31,626: 251번째 삼각수.
- 31,632: 48번째 삼십각수.
- 31,641: 113번째 중심있는 오각수.
- 31,680: 80번째 십이각수.
- 31,684 = 1782
- 31,752: 127번째 아킬레스 수.
- 31,753: 113번째 칠각수.
- 31,756: 146번째 중심있는 삼각수.
- 31,778: 서로 다른 두 소수(43, 173)의 제곱합으로 나타낼 수 있는 197번째 반소수.
- 31,878: 252번째 삼각수.
- 31,901: 146번째 오각수.
- 31,920: 60번째 이십각수.
- 31,921: 96번째 중심있는 칠각수.
- 31,960: 68번째 십육각수.

### 32,000~32,999
- 32,000: 128번째 아킬레스 수.
  - ISO 32000: 어도비 시스템즈의 전자 문서 형식인 PDF의 ISO 번호.
- 32,005: 127번째 중심있는 사각수.
- 32,016: 96번째 구각수.
- 32,041 = 1792
- 32,066: 서로 다른 두 소수(5, 179)의 제곱합으로 나타낼 수 있는 198번째 반소수.
- 32,130: 90번째 십각수.
- 32,131: 253번째 삼각수.
- 32,137: 104번째 중심있는 육각수.
- 32,138: 서로 다른 두 소수(47, 173)의 제곱합으로 나타낼 수 있는 199번째 반소수.
- 32,194: 147번째 중심있는 삼각수.
- 32,206: 114번째 중심있는 오각수.
- 32,215: 85번째 십일각수.
- 32,240: 104번째 팔각수.
- 32,319: 114번째 칠각수.
- 32,323: 54번째 회문 소수.
- 32,340: 147번째 오각수.
- 32,376: 71번째 십오각수.
- 32,378: 서로 다른 두 소수(67, 167)의 제곱합으로 나타낼 수 있는 200번째 반소수.
- 32,385: 254번째 삼각수.
- 32,400 = 1802
- 32,423: 55번째 회문 소수.
- 32,481: 81번째 십이각수.
- 32,509: 57번째 사면체수.
- 32,513: 128번째 중심있는 사각수.
- 32,568: 58번째 케이크 수.
- 32,593: 97번째 중심있는 칠각수.
- 32,635: 148번째 중심있는 삼각수.
- 32,640: 255번째 삼각수.
- 32,689: 97번째 구각수.
- 32,738: 서로 다른 두 소수(53, 173)의 제곱합으로 나타낼 수 있는 201번째 반소수.
- 32,760: 12부터 15까지 연속하는 네 자연수의 곱.
- 32,761 = 1812, 105번째 중심있는 육각수.
- 32,765: 서로 다른 두 소수(2, 181)의 제곱합으로 나타낼 수 있는 202번째 반소수.
- 32,767: 컴퓨팅에서 16비트 부호 정수형이 나타낼 수 있는 가장 큰 숫자.
- 32,768 = 215 = 85 = 323
- 32,776: 115번째 중심있는 오각수.
- 32,782: 148번째 오각수.
- 32,800: 40번째 오각뿔수.
- 32,851: 91번째 십각수.
- 32,865: 105번째 팔각수.
- 32,890: 115번째 칠각수.
- 32,896: 256번째 삼각수.
- 32,913: 69번째 십육각수.
- 32,977: 49번째 삼십각수.
- 32,981: 86번째 십일각수.

### 33,000~33,999
- 33,001: 61번째 이십각수.
- 33,025: 129번째 중심있는 사각수.
- 33,075: 129번째 아킬레스 수.
- 33,079: 149번째 중심있는 삼각수.
- 33,122: 서로 다른 두 소수(19, 181)의 제곱합으로 나타낼 수 있는 203번째 반소수.
- 33,124 = 1822
- 33,144: 24번째 이십면체수.
- 33,153: 257번째 삼각수.
- 33,227: 149번째 오각수.
- 33,272: 98번째 중심있는 칠각수.
- 33,275: 130번째 아킬레스 수.
- 33,290: 12번째 사촌 소수쌍(127, 131)의 제곱합.
- 33,292: 82번째 십이각수.
- 33,300: 72번째 십오각수.
- 33,351: 116번째 중심있는 오각수.
- 33,369: 98번째 구각수.
- 33,391: 106번째 중심있는 육각수.
- 33,411: 258번째 삼각수.
- 33,458: 서로 다른 두 소수(83, 163)의 제곱합으로 나타낼 수 있는 204번째 반소수.
- 33,466: 116번째 칠각수.
- 33,489 = 1832
- 33,496: 106번째 팔각수.
- 33,511: 46번째 사각뿔수.
- 33,526: 150번째 중심있는 삼각수.
- 33,533: 56번째 회문 소수.
- 33,541: 130번째 중심있는 사각수.
- 33,580: 92번째 십각수.
- 33,670: 259번째 삼각수.
- 33,675: 150번째 오각수.
- 33,756: 87번째 십일각수.
- 33,781: 37번째 팔면체수.
- 33,794: 연속하는 두 개의 중심있는 사각수(113, 145)의 제곱합.
- 33,800: 131번째 아킬레스 수.
- 33,856 = 1842
- 33,880: 70번째 십육각수.
- 33,930: 260번째 삼각수.
- 33,931: 117번째 중심있는 오각수.
- 33,958: 99번째 중심있는 칠각수.
- 33,976: 151번째 중심있는 삼각수.

### 34,000~34,999
- 34,027: 107번째 중심있는 육각수.
- 34,047: 117번째 칠각수.
- 34,056: 99번째 구각수.
- 34,058: 서로 다른 두 소수(97, 157)의 제곱합으로 나타낼 수 있는 205번째 반소수.
- 34,061: 131번째 중심있는 사각수.
- 34,082: 서로 다른 두 소수(109, 149)의 제곱합으로 나타낼 수 있는 206번째 반소수.
- 34,100: 62번째 이십각수.
- 34,113: 83번째 십이각수.
- 34,126: 151번째 오각수.
- 34,133: 107번째 팔각수.
- 34,191: 261번째 삼각수.
- 34,220: 58번째 사면체수.
- 34,225 = 1852
- 34,237: 73번째 십오각수.
- 34,280: 59번째 케이크 수.
- 34,300: 132번째 아킬레스 수.
- 34,317: 93번째 십각수.
- 34,350: 50번째 삼십각수.
- 34,418: 서로 다른 두 소수(67, 173)의 제곱합으로 나타낼 수 있는 207번째 반소수.
- 34,429: 152번째 중심있는 삼각수.
- 34,453: 262번째 삼각수.
- 34,516: 118번째 중심있는 오각수.
- 34,540: 88번째 십일각수.
- 34,543: 57번째 회문 소수.
- 34,580: 152번째 오각수.
- 34,585: 132번째 중심있는 사각수.
- 34,596 = 1862
- 34,633: 118번째 칠각수.
- 34,651: 100번째 중심있는 칠각수.
- 34,669: 108번째 중심있는 육각수.
- 34,682: 서로 다른 두 소수(109, 151)의 제곱합으로 나타낼 수 있는 208번째 반소수.
- 34,716: 263번째 삼각수.
- 34,750: 100번째 구각수.
- 34,776: 108번째 팔각수.
- 34,778: 서로 다른 두 소수(83, 167)의 제곱합으로 나타낼 수 있는 209번째 반소수.
- 34,843: 58번째 회문 소수.
- 34,848: 133번째 아킬레스 수.
- 34,861: 71번째 십육각수.
- 34,885: 153번째 중심있는 삼각수.
- 34,898: 서로 다른 두 소수(127, 137)의 제곱합으로 나타낼 수 있는 210번째 반소수.
- 34,944: 84번째 십이각수.
- 34,969 = 1872
- 34,980: 264번째 삼각수.
- 34,992: 134번째 아킬레스 수.

### 35,000~35,999
- 35,037: 153번째 오각수.
- 35,053: 59번째 회문 소수.
- 35,062: 94번째 십각수.
- 35,106: 119번째 중심있는 오각수.
- 35,113: 133번째 중심있는 사각수.
- 35,152: 135번째 아킬레스 수.
- 35,153: 60번째 회문 소수.
- 35,187: 74번째 십오각수.
- 35,217: 63번째 이십각수.
- 35,224: 119번째 칠각수.
- 35,245: 265번째 삼각수.
- 35,301: 41번째 오각뿔수.
- 35,317: 109번째 중심있는 육각수.
- 35,333: 89번째 십일각수.
- 35,344 = 1882, 154번째 중심있는 삼각수.
- 35,351: 101번째 중심있는 칠각수.
- 35,353: 61번째 회문 소수.
- 35,425: 109번째 팔각수.
- 35,451: 101번째 구각수.
- 35,497: 154번째 오각수.
- 35,511: 266번째 삼각수.
- 35,522: 서로 다른 두 소수(59, 179)의 제곱합으로 나타낼 수 있는 211번째 반소수.
- 35,645: 134번째 중심있는 사각수.
- 35,701: 120번째 중심있는 오각수.
- 35,720: 47번째 사각뿔수.
- 35,721 = 1892
- 35,751: 51번째 삼십각수.
- 35,753: 62번째 회문 소수.
- 35,762: 서로 다른 두 소수(61, 179)의 제곱합으로 나타낼 수 있는 212번째 반소수.
- 35,778: 267번째 삼각수.
- 35,785: 85번째 십이각수.
- 35,806: 155번째 중심있는 삼각수.
- 35,815: 95번째 십각수.
- 35,820: 120번째 칠각수.
- 35,856: 72번째 십육각수.
- 35,890: 20번째 트리보나치 수.
- 35,912: 136번째 아킬레스 수.
- 35,937 = 333
- 35,960: 155번째 오각수, 29번째 오포체수.
- 35,971: 110번째 중심있는 육각수.
- 35,978: 서로 다른 두 소수(97, 163)의 제곱합으로 나타낼 수 있는 213번째 반소수.
- 35,990: 59번째 사면체수.

### 36,000~36,999
- 36,000: 137번째 아킬레스 수.
- 36,046: 268번째 삼각수.
- 36,051: 60번째 케이크 수.
- 36,058: 102번째 중심있는 칠각수.
- 36,080: 110번째 팔각수.
- 36,098: 서로 다른 두 소수(107, 157)의 제곱합으로 나타낼 수 있는 214번째 반소수.
- 36,100 = 1902
- 36,125: 138번째 아킬레스 수.
- 36,135: 90번째 십일각수.
- 36,150: 75번째 십오각수.
- 36,159: 102번째 구각수.
- 36,181: 135번째 중심있는 사각수.
- 36,242: 서로 다른 두 소수(59, 181)의 제곱합으로 나타낼 수 있는 215번째 반소수.
- 36,263: 63번째 회문 소수.
- 36,271: 156번째 중심있는 삼각수.
- 36,301: 121번째 중심있는 오각수.
- 36,315: 269번째 삼각수.
- 36,352: 64번째 이십각수.
- 36,421: 121번째 칠각수.
- 36,426: 156번째 오각수.
- 36,481 = 1912
- 36,485: 서로 다른 두 소수(2, 191)의 제곱합으로 나타낼 수 있는 216번째 반소수.
- 36,504: 139번째 아킬레스 수.
- 36,506: 서로 다른 두 소수(5, 191)의 제곱합으로 나타낼 수 있는 217번째 반소수.
- 36,563: 64번째 회문 소수.
- 36,576: 96번째 십각수.
- 36,585: 270번째 삼각수.
- 36,594: 38번째 팔면체수.
- 36,602: 서로 다른 두 소수(11, 191)의 제곱합으로 나타낼 수 있는 218번째 반소수.
- 36,631: 111번째 중심있는 육각수.
- 36,636: 86번째 십이각수.
- 36,721: 136번째 중심있는 사각수.
- 36,739: 157번째 중심있는 삼각수.
- 36,741: 111번째 팔각수.
- 36,772: 103번째 중심있는 칠각수.
- 36,856: 271번째 삼각수.
- 36,864 = 1922
- 36,865: 73번째 십육각수.
- 36,874: 103번째 구각수.
- 36,895: 157번째 오각수.
- 36,906: 122번째 중심있는 오각수.
- 36,946: 91번째 십일각수.
- 36,963: 140번째 아킬레스 수.
- 36,992: 141번째 아킬레스 수.

### 37,000~37,999
- 37,027: 122번째 칠각수.
- 37,044: 142번째 아킬레스 수.
- 37,082: 서로 다른 두 소수(71, 179)의 제곱합으로 나타낼 수 있는 219번째 반소수.
- 37,126: 76번째 십오각수.
- 37,128: 272번째 삼각수.
- 37,180: 52번째 삼십각수.
- 37,210: 158번째 중심있는 삼각수.
- 37,249 = 1932
- 37,265: 137번째 중심있는 사각수.
- 37,273: 65번째 회문 소수.
- 37,274: 서로 다른 두 소수(5, 193)의 제곱합으로 나타낼 수 있는 220번째 반소수.
- 37,297: 112번째 중심있는 육각수.
- 37,322: 서로 다른 두 소수(29, 191)의 제곱합으로 나타낼 수 있는 221번째 반소수.
- 37,345: 97번째 십각수.
- 37,367: 158번째 오각수.
- 37,401: 273번째 삼각수.
- 37,408: 112번째 팔각수.
- 37,493: 104번째 중심있는 칠각수.
- 37,497: 87번째 십이각수.
- 37,500 = {\displaystyle {\frac {3}{8}}\times 10^{5}}
- 37,505: 65번째 이십각수.
- 37,516: 123번째 중심있는 오각수.
- 37,525: 25번째 이십면체수.
- 37,573: 66번째 회문 소수.
- 37,596: 104번째 구각수.
- 37,636 = 1942
- 37,638: 123번째 칠각수.
- 37,675: 274번째 삼각수.
- 37,684: 159번째 중심있는 삼각수.
- 37,766: 92번째 십일각수.
- 37,813: 138번째 중심있는 사각수.
- 37,820: 60번째 사면체수.
- 37,842: 159번째 오각수.
- 37,882: 61번째 케이크 수.
- 37,888: 74번째 십육각수.
- 37,926: 42번째 오각뿔수.
- 37,950: 275번째 삼각수.
- 37,969: 113번째 중심있는 육각수.

### 38,000~38,999
- 38,018: 서로 다른 두 소수(107, 163)의 제곱합으로 나타낼 수 있는 222번째 반소수.
- 38,024: 48번째 사각뿔수.
- 38,025 = 1952
- 38,081: 113번째 팔각수.
- 38,083: 67번째 회문 소수.
- 38,088: 143번째 아킬레스 수.
- 38,115: 77번째 십오각수.
- 38,122: 98번째 십각수.
- 38,131: 124번째 중심있는 오각수.
- 38,161: 160번째 중심있는 삼각수.
- 38,162: 서로 다른 두 소수(41, 191)의 제곱합으로 나타낼 수 있는 223번째 반소수.
- 38,183: 536번째 소피 제르맹 소수(↔ 76,367), 68번째 회문 소수.
- 38,221: 105번째 중심있는 칠각수.
- 38,226: 276번째 삼각수.
- 38,254: 124번째 칠각수.
- 38,282: 서로 다른 두 소수(79, 179)의 제곱합으로 나타낼 수 있는 224번째 반소수.
- 38,320: 160번째 오각수.
- 38,325: 105번째 구각수.
- 38,365: 139번째 중심있는 사각수.
- 38,368: 88번째 십이각수.
- 38,416 = 144 = 1962
- 38,498: 서로 다른 두 소수(103, 167)의 제곱합으로 나타낼 수 있는 225번째 반소수.
- 38,503: 277번째 삼각수.
- 38,595: 93번째 십일각수.
- 38,618: 서로 다른 두 소수(37, 193)의 제곱합으로 나타낼 수 있는 226번째 반소수.
- 38,637: 53번째 삼십각수.
- 38,641: 161번째 중심있는 삼각수.
- 38,647: 114번째 중심있는 육각수.
- 38,676: 66번째 이십각수.
- 38,751: 125번째 중심있는 오각수.
- 38,760: 114번째 팔각수.
- 38,781: 278번째 삼각수.
- 38,783: 69번째 회문 소수.
- 38,801: 161번째 오각수.
- 38,809 = 1972
- 38,813: 서로 다른 두 소수(2, 197)의 제곱합으로 나타낼 수 있는 227번째 반소수.
- 38,834: 서로 다른 두 소수(5, 197)의 제곱합으로 나타낼 수 있는 228번째 반소수.
- 38,858: 서로 다른 두 소수(7, 197)의 제곱합으로 나타낼 수 있는 229번째 반소수.
- 38,875: 125번째 칠각수.
- 38,907: 99번째 십각수.
- 38,921: 140번째 중심있는 사각수.
- 38,925: 75번째 십육각수.
- 38,956: 106번째 중심있는 칠각수.
- 38,962: 20번째 카프리카 수.
  - {\displaystyle 38962^{2}=1518037444}이며, {\displaystyle 1518+37444=38962}이므로 38962는 카프리카 수다.
- 38,978: 서로 다른 두 소수(13, 197)의 제곱합으로 나타낼 수 있는 230번째 반소수.
- 38,988: 144번째 아킬레스 수.

### 39,000~39,999
- 39,002: 서로 다른 두 소수(79, 181)의 제곱합으로 나타낼 수 있는 231번째 반소수.
- 39,060: 279번째 삼각수.
- 39,061: 106번째 구각수.
- 39,117: 78번째 십오각수.
- 39,124: 162번째 중심있는 삼각수.
- 39,200: 145번째 아킬레스 수.
- 39,204 = 1982
- 39,249: 89번째 십이각수.
- 39,285: 162번째 오각수.
- 39,293: 70번째 회문 소수.
- 39,304 = 343
- 39,331: 115번째 중심있는 육각수.
- 39,340: 280번째 삼각수.
- 39,362: 서로 다른 두 소수(131, 149)의 제곱합으로 나타낼 수 있는 232번째 반소수.
- 39,376: 126번째 중심있는 오각수.
- 39,433: 94번째 십일각수.
- 39,445: 115번째 팔각수.
- 39,481: 141번째 중심있는 사각수.
- 39,501: 126번째 칠각수.
- 39,559: 39번째 팔면체수.
- 39,601 = 1992
- 39,603: 22번째 뤼카 수.
- 39,610: 163번째 중심있는 삼각수.
- 39,621: 281번째 삼각수.
- 39,626: 서로 다른 두 소수(5, 199)의 제곱합으로 나타낼 수 있는 233번째 반소수.
- 39,648: 20번째 테트라나치 수.
- 39,698: 107번째 중심있는 칠각수.
- 39,700: 100번째 십각수.
- 39,711: 61번째 사면체수.
- 39,722: 서로 다른 두 소수(11, 199)의 제곱합으로 나타낼 수 있는 234번째 반소수.
- 39,772: 163번째 오각수.
- 39,774: 62번째 케이크 수.
- 39,804: 107번째 구각수.
- 39,865: 67번째 이십각수.
- 39,903: 282번째 삼각수.
- 39,976: 76번째 십육각수.